# Condé-sur-Iton
Pour les articles homonymes, voir Condé et Iton (homonymie).
Condé-sur-Iton est une ancienne commune française, située dans le département de l'Eure en région Normandie, devenue le 1er janvier 2016 une commune déléguée au sein de la commune nouvelle de Mesnils-sur-Iton.

## Toponymie
Condé du gaulois condate, signifiant « confluent ».
Au cours de la Révolution française, la commune porta provisoirement les noms de Marat-sur-Iton, de Montagne-sur-Iton et de Pelletier-sur-Iton.

## Histoire
En 1190, Richard Cœur de Lion donne à Jean (évêque d'Évreux), le château et la baronnie de Condé.
En 1913, Alphonse-Georges Poulain a découvert et exploré d'une villa agraria romaine . Condé-sur-Iton est l'une des stations appelées Condate sur la table de Peutinger.

## Héraldique
|  | Les armes de la ville se blasonnent ainsi : d’argent au chevron ondé d’azur accompagné en chef à dextre d’une épée et à senestre d’une crosse posées dans le sens du chevron et en pointe, d’une hache consulaire, le tout de gueules, chaperonné de sinople aux deux abeilles d’or. |

## Politique et administration
| Période                                  | Période       | Identité                | Étiquette | Qualité            |
| ---------------------------------------- | ------------- | ----------------------- | --------- | ------------------ |
| Les données manquantes sont à compléter. |               |                         |           |                    |
|                                          | avant 1928    | Auguste de Rohan-Chabot |           | conseiller général |
| Les données manquantes sont à compléter. |               |                         |           |                    |
| mars 1965                                | ?             | François Kernec         | DVG       |                    |
| mars 2001                                | novembre 2011 | Denis Baudry            |           |                    |
| novembre 2011                            | 31/12/2015    | Bernard Toussaint       |           |                    |

## Démographie
L'évolution du nombre d'habitants est connue à travers les recensements de la population effectués dans la commune depuis 1793. À partir du 1er janvier 2009, les populations légales des communes sont publiées annuellement dans le cadre d'un recensement qui repose désormais sur une collecte d'information annuelle, concernant successivement tous les territoires communaux au cours d'une période de cinq ans. 
Pour les communes de moins de 10 000 habitants, une enquête de recensement portant sur toute la population est réalisée tous les cinq ans, les populations légales des années intermédiaires étant quant à elles estimées par interpolation ou extrapolation. Pour la commune, le premier recensement exhaustif entrant dans le cadre du nouveau dispositif a été réalisé en 2006,.
En 2013, la commune comptait 897 habitants, en évolution de +2,87 % par rapport à 2008 (Eure : +2,66 %, France hors Mayotte : +2,49 %).
| 1793  | 1800  | 1806  | 1821  | 1831  | 1836  | 1841 | 1846  | 1851  |
| ----- | ----- | ----- | ----- | ----- | ----- | ---- | ----- | ----- |
| 1 142 | 1 011 | 1 103 | 1 049 | 1 133 | 1 095 | 989  | 1 047 | 1 051 |

| 1856  | 1861 | 1866 | 1872 | 1876 | 1881 | 1886 | 1891 | 1896 |
| ----- | ---- | ---- | ---- | ---- | ---- | ---- | ---- | ---- |
| 1 033 | 968  | 892  | 887  | 885  | 944  | 793  | 806  | 776  |

| 1901 | 1906 | 1911 | 1921 | 1926 | 1931 | 1936 | 1946 | 1954 |
| ---- | ---- | ---- | ---- | ---- | ---- | ---- | ---- | ---- |
| 771  | 786  | 742  | 663  | 661  | 620  | 596  | 563  | 556  |

| 1962 | 1968 | 1975 | 1982 | 1990 | 1999 | 2006 | 2011 | 2013 |
| ---- | ---- | ---- | ---- | ---- | ---- | ---- | ---- | ---- |
| 503  | 501  | 536  | 628  | 636  | 755  | 834  | 900  | 897  |

## Lieux et monuments
- Le parc du domaine du château[11]. C'est le paysagiste Achille Duchêne qui a dessiné et réalisé le parc.
- Église Saint-Martin

## Personnalités liées à la commune
- La famille de Péricard, qui a donné plusieurs évêques, a l'un de ses membres qui y est décédé (François de Péricard, évêque d'Avranches). Le château servit de résidence d'été aux évêques d'Évreux.